# 拉希迪耶
拉希迪耶（英语：Errachidia）是非洲北部國家摩洛哥的城市，由梅克內斯-塔菲拉勒特大區負責管轄，位於撒哈拉沙漠和阿特拉斯山脈邊緣，距離梅克內斯240公里，海拔高度1,009米，2010年人口95,265。